# Camptoplites latus
Camptoplites latus är en mossdjursart som först beskrevs av Arnold Girard Kluge 1914.  Camptoplites latus ingår i släktet Camptoplites och familjen Bugulidae.

## Underarter
Arten delas in i följande underarter:
- C. l. asperus
- C. l. striatus